# Fruits Basket
Fruits Basket (яп. フルーツバスケット, Furūtsu Basuketto, укр. «Кошик фруктів») — манґа, написана та проілюстрована авторкою Нацкі Такаєю.
Перший розділ манґи був опублікований 18 липня 1998 року, а останній 20 листопада 2006 року. Манґа виходила в японському журналі сьодзьо-манґи Hana to Yume видавництва Hakusensha. Всього вийшло 23 томи основної серії, а також 4 томи сиквелу — Fruits Basket Another (яп. フルーツバスケットanother, укр. Кошик Фруктів. Інший).
Студія Studio DEEN адаптувала манґу в аніме-серіал, розміром у 26 серій. Аніме виходило в ефір з 5 липня 2001 року по 27 грудня 2001 року. Режисером виступив Дайчі Акітаро, а сам серіал транслювали на японському каналі TV Tokyo. Проте, незважаючи на успіх та любов глядачів, продовження історії у вигляді 2-го сезону не відбулося, через творчі розбіжності між Такаєю та Акітаро. Авторка зазначала, що їй не подобалося настільки радикальне втручання режисера в сюжет та ігнорування її порад, щодо адаптації твору.
Тому у 2019 році вийшов ремейк серіалу, завданням якого було виправити недоліки попередньої адаптації та покращити деякі сюжетні елементи. За проєкт взялася студія TMS Entertainment Co.. Режисером, на цей раз, виступив Йошіхіде Ібата, а сценаристом — Таку Кішімото. Перша серія з'явилася на екранах 6 квітня 2019 року, а остання — 29 червня 2021 року. За весь час вийшло 83 епізоди та 1 повнометражний фільм — Fruits Basket: Prelude (яп. フルーツバスケット－prelude－, укр. «Кошик Фруктів. Прелюдія»).

## Сюжет
Школярка Тору Хонда втрачає матір в автомобільній катастрофі та залишається без даху над головою. Попри біль, вона намагається не падати духом і знаходить незвичайний вихід зі свого становища. Потай від подруг і родичів дівчина оселяється в наметі поблизу лісу. Як би складно не було, вона сумлінно навчається та працює на кількох роботах одночасно — усе заради того, щоб закінчити старшу школу й отримати диплом, адже саме цього найбільше хотіла для неї мама.
Одного дня Тору натрапляє на великий будинок. Як виявляється, лісова ділянка, на якій вона розмістила свій намет, була далеко не такою безлюдною, як їй здавалося. Вона належить молодому письменнику — Шіґуре Сомі, який мешкає там разом зі своїм родичем — Юкі Сомою. Це стає справжньою несподіванкою для Тору, адже Юкі — її однокласник, з яким вона, однак, навіть не спілкувалася. Через його таємничу вдачу він уникає майже всіх, а особливо, його нав'язливих фанатів, які всюди слідують за ним і називають «загадковим принцом школи». Після їхнього несподіваного знайомства Тору швидко стає для обох близькою подругою і ділиться історією своєї втрати. Вражені її ситуацією, Юкі та Шіґуре вирішують допомогти та пропонують їй оселитися з ними. Спочатку, дівчина вагається, адже не хоче обтяжувати нікого власними проблемами, проте після того, як її намет зруйнував буревій, все ж, погоджується. Проте і вона робить пропозицію — допомагати їм з хатньою роботою, аби не користуватися гостинністю своїх нових співмешканців.
Проте Тору ще не знає всієї історії великого та старовинного роду Сома, члени якого прихистили її. Їхній найстрашніший секрет випадково розкривається Хондою, коли в її житті з'являється ще один гість дому — Кьо, запальний хлопць, чия єдина мета — перемогти Юкі у двобої. Коли дівчина ненароком падає на хлопця, той розчиняється у вихорі пилу, а на його місці з'являється… рудий кіт! Виявляється, що багато століть тому, Бог прокляв весь рід Сома. Через це закляття, при обіймах навіть випадкових з представником протилежної статі або при сильному хвилюванні, члени родини перетворюються на тварин з китайського зодіаку, або джюнічі. Так Юкі стає щуром, Шіґуре — собакою, а Кьо, як вже з'ясувалося, — котом. Як правило Соми ревно приховують цей страшний секрет, і стирають пам'ять кожному, хто про нього дізнається. Проте, цього разу для простодушної і водночас відповідальної Тору вони роблять виняток після клятви дівчини вберегти таємницю.